# Paratachycines maximus
Paratachycines maximus — вид прямокрилих комах родини рафідофорид (Rhaphidophoridae).

## Поширення
Ендемік Японії.